# L'Avencó (Bigues)
L'Avencó és una surgència i paratge del poble de Bigues, al terme municipal de Bigues i Riells, al Vallès Oriental.
Està situada a 221 m d'altitud, en el mateix curs del Tenes, al costat de llevant de la construcció central del complex de Can Noguera. En el lloc, el Tenes supera una barrera de roca natural a través d'un forat que el pas del temps ha obert en la roca, a més de deixar a l'esquerra una balma que devia obrir el curs antic, quan feia un saltant d'aigua per salvar la barrera esmentada. En el lloc on hi ha la balma, una surgència d'aigua procedent d'una cavitat: l'avencó, que dona nom al lloc.
Uns 100 metres al nord de l'Avencó hi ha la surgència d'aigua, a la mateixa llera del riu, de les Barbotes.